# Business Proposal
Business Proposal (hangeul : 사내맞선 ; hanja : 社內맞선 ; RR : Sanae Matseon ; MR : Sana'e Ma'tsŏn ; litt. « Face à face ») est un drama romantique sud-coréen en 12 épisodes de 60 minutes, créée par l'équipe de StudioS et diffusée entre le 28 février 2022 au 5 avril 2022 sur le réseau SBS TV. En France, elle est diffusée sur Netflix[Depuis quand ?][réf. souhaitée].
Il s'agit de l'adaptation du webtoon du même titre, écrit par HaeHwa et illustré par Narak[réf. souhaitée]. L'histoire suit Shin Ha-ri, une employée qui accepte de remplacer son amie à un rendez-vous à l'aveugle, mais découvre que son rendez-vous est, en fait, son patron.

## Synopsis
Shin Ha-ri (Kim Se-jeong) se rend à un rendez-vous à l'aveugle après avoir accepté de remplacer son amie, Jin Young-seo (Seol In-ah), dont le père avait organisé le rendez-vous. Le plan est de faire en sorte que Ha-ri soit « rejetée » par son partenaire potentiel. Cependant, les choses tournent mal lorsque son rendez-vous s'avère être Kang Tae-moo (Ahn Hyo-seop), PDG de Go Food, l'entreprise où travaille Ha-ri.
Tae-moo, qui subit les pressions de son grand-père Kang Da-goo (Lee Deok-hwa), le président de la société mère de Go Food, pour qu'il se rende à des rendez-vous à l'aveugle avec des partenaires matrimoniaux convenables, décide d'épouser la partenaire de son rendez-vous à l'aveugle pour éviter de se rendre aux autres rendez-vous, sans savoir qu'elle est la fausse Jin Young-seo ou qu'elle est son employée, ce qu'elle essaie assidûment de cacher. Cependant, la fausse identité de Ha-ri, mais heureusement pas son statut d'employée, est bientôt révélée lorsque le vrai Jin Young-seo a un accident de parking avec Cha Sung-hoon (Kim Min-kyu), le secrétaire de Tae-moo, qui servait de chauffeur à Tae-moo à ce moment-là.

## Distribution

### Acteurs principaux
- Ahn Hyo-seop : Kang Tae-moo[1], Park Jae-joon : Kang Tae-moo, jeune : nouveau PDG de Go Food, une filiale du chaebol fondé par son grand-père. Diplômé de l'université Harvard, il est entré chez Go Food, a travaillé dans une succursale à l'étranger et est rentré récemment en Corée du Sud. Il est contraint de se rendre à un rendez-vous arrangé par son grand-père, qui souhaite le voir se marier.
- Kim Se-jeong : Shin Ha-ri[2] : chercheuse faisant partie de l'équipe 1 de développement alimentaire de Go Food. Elle se déguise en une renarde après avoir accepté de remplacer son amie Young-seo lors d'un rendez-vous à l'aveugle.
- Kim Min-kyu : Cha Sung-hoon[3] : secrétaire en chef  de Go Food pour Tae-moo. Il a grandi dans un orphelinat parrainé par la société mère de Go Food, fondée par le grand-père de Tae-moo, et est devenu comme un frère pour Tae-moo.
- Seol In-ah : Jin Young-seo[4] : meilleure amie de Ha-ri et fille unique du président de Marine Group, la société mère de Marine Beauty, est à la tête de l'équipe marketing. Elle demande à Ha-ri d'aller à un rendez-vous à l'aveugle avec Tae-moo à sa place parce qu'elle veut attendre son véritable amour.

### Acteurs secondaires
- Lee Deok-hwa : le président Kang Da-goo[5] : grand-père de Kang Tae-moo et fondateur de la société mère de Go Food, Geumhwa Group. Il veut voir son petit-fils se marier et essaie de l'envoyer dans un rendez-vous aveugle.
- Choi Byung-chan : Shin Ha-min [6] : frère cadet de Ha-ri.
- Kim Kwang-kyu : Shin Joong-hae[7] : père de Ha-ri et Ha-min. Lui et sa femme sont propriétaires d'un restaurant de poulets.
- Jung Young-joo : Han Mi-mo[8] : mère de Ha-ri et Ha-min. Elle et son mari possèdent un restaurant de poulet.
- Song Won-seok : Lee Min-woo[9] : camarade de classe de Ha-ri à l'université et son amour non partagé pendant sept ans, il travaille aujourd'hui comme chef cuisinier.
- Bae Woo-hee : Go Yoo-ra[10] : petite amie de Min-woo, styliste culinaire.
- Kim Hyun-sook : Yeo Eui-ju[11] : personne responsable de l'équipe de développement alimentaire numéro 1 est une femme talentueuse dans sa carrière, dotée d'une forte personnalité charmante.
- Lim Ki-hong : Gye-bin[12] : directeur adjoint de l'équipe de développement alimentaire 1. Il recherche généralement toutes les opportunités pour progresser dans sa carrière.
- Yoon Sang-jeong : Kim Hye-ji[13] : employé faisant partie de l'équipe de développement alimentaire 1.
- Yoo Eui-tae : chef du département de développement alimentaire[14].